# Naisiai
Naisiai – wieś na Litwie, w okręgu szawelskim, w rejonie szawelskim, w gminie Meškuičiai. W 2011 roku liczyła 539 mieszkańców. 